# Antonio de Luna y de Xèrica
Antonio de Luna y de Xèrica   (província de Saragossa, segle XIV - Mequinensa, 1419) fou un noble aragonès del llinatge dels Luna i defensor de la candidatura de Jaume II d'Urgell al Compromís de Casp.

## Orígens familiars
Fill i hereu de Pero Martínez de Luna i de Saluzzo i d'Elfa de Xérica i d'Arborea. Oncle de Joan Ramon Folc I de Cardona, Guillem Ramon de Moncada, senyor de Mequinensa i Artal VI d'Alagón, senyor de Pina.
Va tenir un fill amb Brianda de Luna, parenta seva, amb qui va compartir la defensa del Castell de Loarre durant la Revolta del comte d'Urgell.

## Possessions territorials
Senyor d'Almonacid, Alfamén, Loarre, Morés, Pola, Rueda, etc.

## Compromís de Casp
Prengué part en les bandositats aragoneses lluitant contra el llinatge dels Urrea. Després de la mort de Martí I d'Aragó es declarà Urgellista. El 1411 va assassinar o va participar en la mort de l'arquebisbe de Saragossa García Fernández de Heredia; excomulgat i atacat per la noblesa castellana, després del Compromís de Casp va instigar i donar suport a la revolta del comte d'Urgell reclutant tropes mercenàries angleses i gascones; no pogué acudir en auxili de Jaume II d'Urgell al Setge de Balaguer. Havent perdut les fortaleses de Trasmoz i Montaragó i abandonat per les tropes mercenàries, es feu fort al castell de Loarre, on es rendí a finals del 1413. Bandejat, li foren confiscats els béns.